# ジョージ・ヘイ (第7代ツィードデール侯爵)

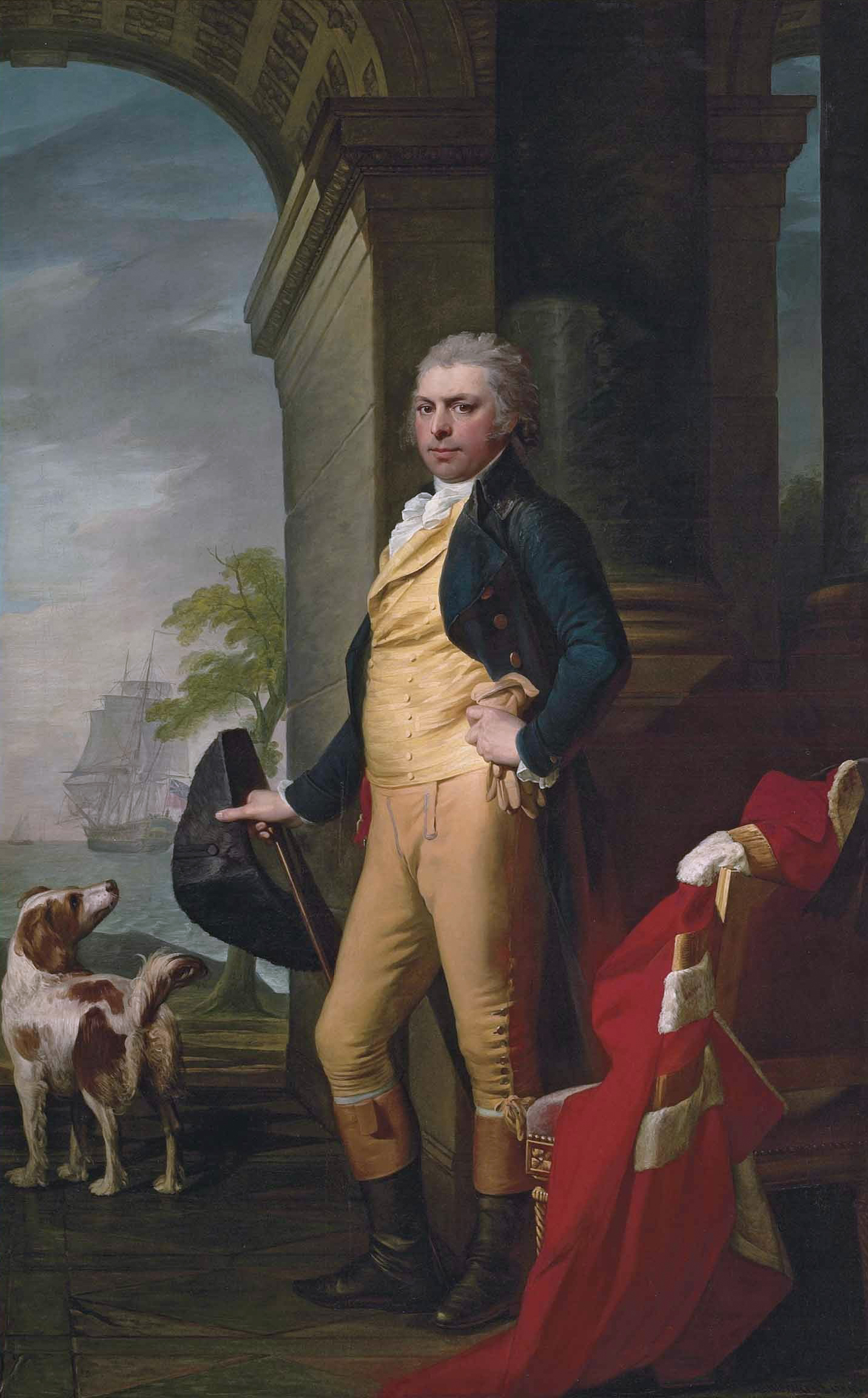
ジャン＝ローラン・ムニェによる肖像画、1794年。

第7代ツィードデール侯爵ジョージ・ヘイ（英語: George Hay, 7th Marquess of Tweeddale、1733年 – 1804年8月9日）は、スコットランド貴族。
1794年から1804年までハディントンシャー統監を、1796年から1804年までスコットランド貴族代表議員を務めた。1802年に健康のためにフランスに渡るもナポレオン・ボナパルトに抑留され、1804年にヴェルダンで死去した。

## 生涯
ジョン・ヘイ（John Hay、1765年12月10日没、ウィリアム・ヘイ卿の息子）と妻ドロシー（Dorothy、旧姓ヘイハースト（Hayhurst）、1808年9月23日没）の息子として、1733年に生まれた。
1787年11月16日に親族（祖父の兄の息子）にあたる第6代ツィードデール侯爵ジョージ・ヘイが死去すると、ツィードデール侯爵位を継承した。
1794年3月17日から1804年に死去するまでハディントンシャー統監を務め、1796年から1804年までスコットランド貴族代表議員を務めた。
健康の悪化により、1802年に妻とともにフランスに渡ったが、そこでナポレオン・ボナパルトにより抑留され、以降死去するまで釈放されることはなかった。妻ハンナ・シャーロットは1804年5月8日にヴェルダンで死去、侯爵自身も同年8月9日に同地で死去した。2人の遺体は後に本国に運ばれ、1806年11月11日にイェスターで埋葬された。

## 家族
1785年4月18日、ハンナ・シャーロット・メイトランド（Hannah Charlotte Maitland、1804年5月8日没、第7代ローダーデイル伯爵ジェームズ・メイトランドの娘)と結婚、6男6女をもうけた。
- メアリー・ターナー（Mary Turner、1786年2月28日 – 1860年4月13日）
- ジョージ（英語版）（1787年2月1日 – 1876年10月10日） - 第8代ツィードデール侯爵
- ジェームズ（1788年3月23日 – 1862年8月18日） - 1813年8月18日、エリザベス・フォーブス（Elizabeth Forbes、1861年9月30日没、ジェームズ・フォーブスの娘）と結婚、子供あり
- ドロシア・フランシス（Dorothea Frances、1789年8月3日 – 1875年10月12日） - 1809年10月23日、庶民院書記官（英語版）ジョン・ヘンリー・リー（John Henry Ley、1850年8月21日没）と結婚、子供あり
- ハンナ・シャーロット（1790年12月28日 – 1876年5月3日） - 1815年6月1日、ジョン・シャープ（John Sharp、1863年8月2日没）と結婚
- エリザベス（1792年2月14日 – 1868年12月19日） - 1813年9月7日、ジェームズ・ジョセフ・ホープ＝ヴィアー（James Joseph Hope-Vere、1785年6月3日 – 1843年5月19日、ウィリアム・ホープ＝ヴィアーの息子）と結婚、子供あり
- ジョン（英語版）（1793年4月1日 – 1851年8月26日） - 海軍軍人。1846年9月2日、メアリー・アン・キャメロン（Mary Anne Cameron、1850年11月30日没、第22代キャメロン氏族長ドナルド・キャメロン（英語版）の娘）と結婚
- ウィリアム（1794年6月21日 – 1794年9月23日）
- ジェーン（1796年9月17日 – 1879年2月5日）
- ジュリア・トマシナ（Julia Thomasina、1797年9月7日 – 1835年4月3日） - 1828年7月28日、初代ブロートン男爵ジョン・ホブハウス（英語版）と結婚、子供あり
- エドワード・ジョージ（1799年5月7日 – 1862年11月12日）
- トマス（1800年8月25日 – 1890年） - 1833年8月29日、ハリエット・キンロッホ（Harriet Kinloch、1891年8月24日没、第8代準男爵サー・アレクサンダー・キンロッホの娘）と結婚、子供あり